# Système temps invariant
 (novembre 2023).
Si vous disposez d'ouvrages ou d'articles de référence ou si vous connaissez des sites web de qualité traitant du thème abordé ici, merci de compléter l'article en donnant les références utiles à sa vérifiabilité et en les liant à la section « Notes et références ».
Un processus transformant un signal d’entrée en un signal de sortie (signaux électriques par exemple) est appelé système temps invariant (ou stationnaire, ou autonome, ou temps équivariant) lorsqu’une translation du temps appliquée à l’entrée se retrouve à la sortie. Les systèmes temps invariant s'opposent aux systèmes temps variant, où cette invariance par translation temporelle des signaux n'est pas vérifiée.

## Définition
Si au signal d'entrée {\displaystyle \displaystyle x(t)}, un système invariant associe une sortie {\displaystyle \displaystyle y(t)}, alors quel que soit le décalage temporel {\displaystyle \displaystyle \delta } appliqué à l'entrée, le système associe au signal {\displaystyle {\tilde {x}}(t)=x(t+\delta )} la sortie décalée {\displaystyle {\tilde {y}}(t)=y(t+\delta )}.
Définition équivalente :
Un système est invariant s’il y a commutativité entre le bloc du système et un bloc délai arbitraire.
Cette propriété peut être satisfaite (mais pas nécessairement) si la fonction de transfert du système n'est pas une fonction du temps (hormis dans les expressions de l'entrée et de la sortie).

## Exemples

### Exemples basiques
Pour savoir comment déterminer si un système est invariant, considérons les deux systèmes :
- Système A: {\displaystyle y(t)=t\,x(t)}
- Système B: {\displaystyle \,\!y(t)=10x(t)}

Comme le système A dépend explicitement du temps t en dehors de {\displaystyle x(t)\,} et {\displaystyle y(t)\,}, alors le système n'est pas invariant. Le système B, lui, ne dépend pas explicitement du temps t et est donc invariant.

### Exemples formels
Une preuve plus formelle de l'invariance (ou non) des systèmes A et B ci-dessus est présentée ici.
Pour effectuer cette preuve, la seconde définition va être utilisée.
Système A :
À partir de l'entrée avec un décalage {\displaystyle x_{d}(t)=\,\!x(t+\delta )}
{\displaystyle y(t)=t\,x_{d}(t)}
{\displaystyle y_{1}(t)=t\,x_{d}(t)=t\,x(t+\delta )}
Maintenant retardons la sortie par {\displaystyle \delta }
{\displaystyle y(t)=t\,x_{d}(t)}
{\displaystyle y_{2}(t)=\,\!y(t+\delta )=(t+\delta )x(t+\delta )}
Clairement {\displaystyle y_{1}(t)\,\!\neq y_{2}(t)}, c'est pourquoi le système n'est pas invariant.
Système B :
À partir de l'entrée avec un décalage {\displaystyle x_{d}(t)=\,\!x(t+\delta )}
{\displaystyle y(t)=10\,x_{d}(t)}
{\displaystyle y_{1}(t)=10\,x_{d}(t)=10\,x(t+\delta )}
Maintenant retardons la sortie par {\displaystyle \,\!\delta }
{\displaystyle y(t)=10\,x_{d}(t)}
{\displaystyle y_{2}(t)=y(t+\delta )=10\,x(t+\delta )}
Clairement {\displaystyle y_{1}(t)=\,\!y_{2}(t)}, c'est pourquoi le système est invariant

### Exemple abstrait
Notons l'opérateur retard par {\displaystyle \mathbb {T} _{r}} où {\displaystyle r} est la quantité par laquelle le paramètre vectoriel doit être retardé. Par exemple, le système "avance de 1" :
{\displaystyle x(t+1)=\,\!\delta (t+1)*x(t)}
peut être représenté par la notation abstraite :
{\displaystyle {\tilde {x}}_{1}=\mathbb {T} _{1}\,{\tilde {x}}}
où {\displaystyle {\tilde {x}}} est la fonction donnée par
{\displaystyle {\tilde {x}}=x(t)\,\forall \,t\in \mathbb {R} }
le système produisant la sortie décalée
{\displaystyle {\tilde {x}}_{1}=x(t+1)\,\forall \,t\in \mathbb {R} }
Donc {\displaystyle \mathbb {T} _{1}} est un opérateur qui avance l'entrée vectorielle de 1.
Supposons que nous représentions le système par un opérateur {\displaystyle \mathbb {H} }. Ce système est invariant s'il commute avec l'opérateur retard, c’est-à-dire :
{\displaystyle \mathbb {T} _{r}\,\mathbb {H} =\mathbb {H} \,\mathbb {T} _{r}\,\,\forall \,r}
Si l'équation du système est donnée par :
{\displaystyle {\tilde {y}}=\mathbb {H} \,{\tilde {x}}}
Alors c'est un système invariant si on peut appliquer l'opérateur {\displaystyle \mathbb {H} } sur {\displaystyle {\tilde {x}}} suivi de l'opérateur retard {\displaystyle \mathbb {T} _{r}}, ou appliquer l'opérateur retard {\displaystyle \mathbb {T} _{r}} suivi de l'opérateur du système {\displaystyle \mathbb {H} }, les 2 calculs produisant un résultat équivalent.
Appliquons l'opérateur du système en premier :
{\displaystyle \mathbb {T} _{r}\,\mathbb {H} \,{\tilde {x}}=\mathbb {T} _{r}\,{\tilde {y}}={\tilde {y}}_{r}}
Appliquer l'opérateur retard en premier donne:
{\displaystyle \mathbb {H} \,\mathbb {T} _{r}\,{\tilde {x}}=\mathbb {H} \,{\tilde {x}}_{r}}
Si le système est invariant, alors
{\displaystyle \mathbb {H} \,{\tilde {x}}_{r}={\tilde {y}}_{r}}